# Heinrich Wolfrum
Heinrich Wolfrum (* 27. August 1902 in Hof; † 27. November 1983 in Hedemünden) war ein deutscher Historiker und für wenige Jahre Hochschullehrer an der westpreußischen Hochschule für Lehrerbildung/Lehrerinnenbildungsanstalt (ab. 1. April 1941) Elbing. Den Professorentitel führte er weiter.

## Leben
Wolfrum besuchte das humanistische Gymnasium in Hof und studierte Geschichte sowie Germanistik in München und Jena. Er promovierte 1936 zum Dr. phil. an der Universität Jena. Bereits 1935 wurde er zum Dozenten für Geschichte an die Hochschule für Lehrerbildung Elbing berufen, die ihm wenig später den Professorentitel verlieh. Bei Kriegsbeginn wurde die HfL geschlossen, Wolfrum diente als Panzerjägeroffizier und wurde mehrfach verwundet. Parallel mit dem Elbinger Frühhistoriker Werner Radig ging er in das Generalgouvernement nach Krakau. Er leitete während des Zweiten Weltkrieges ab 1942 die Warschauer Zweigstelle des Krakauer Instituts für Deutsche Ostarbeit. Dort setzte er sich für eine Genehmigung zum Umzug nach Deutschland für die Familie des Logikers Jan Łukasiewicz ein.
Nach 1945 arbeitete er nach seiner Entnazifizierung ab 1952/53 in Detmold als Gymnasiallehrer, 1953 Studienrat, dann am Felix-Klein-Gymnasium Göttingen und wurde 1967 zum Oberstudienrat ernannt sowie in den Ruhestand versetzt. Er engagierte sich in der Ostforschung und im Göttinger Arbeitskreis ab 1946, dessen erster Schriftleiter der Schriftenreihe er war. Er war Kulturreferent beim Landesverband Niedersachsen der Landsmannschaft Westpreußen und erhielt 1975 die Westpreußen-Medaille, 1976 das Goldene Ehrenzeichen der Landsmannschaft Ostpreußen. Wolfrum war ein gefragter Redner zu historischen Themen des deutschen Ostens.

## Zitat
„Wir aber halten die Erkenntnis fest, dass der Anlass zum ersten Ausgriff des deutschen Staates und Volkes nach dem Osten nicht etwa der so oft unterstellte ‚Drang nach Osten‘ war, sondern die nüchterne Notwendigkeit, einer tödlichen Bedrohung aus den Fernen Asiens vorsorglich zu begegnen! Die erfolgreiche Abwehr der Gefahr aus dem Osten war die Geburtsstunde des deutschen Ostens, und das Gesetz, nach dem er angetreten, war der Schutz Deutschlands und des gesamten Abendlandes und aller seiner Werte!“ (Wolfrum: Die Entstehung des deutschen Ostens, sein Wesen und seine Bedeutung, S. 21. In: Der deutsche Osten im Unterricht, hrsg. von E. Lehmann, Weilburg/Lahn 1956, S. 19–30)

## Schriften
- Die Kirchen- und Schulvisitation von 1650-1652 in Sachsen-Weimar, Stadtroda 1935 (= Jenaer Dissertation)
- Preußenland und Böhmen, eine geschichtliche Skizze ihrer politischen Beziehungen, in: Elbinger Jahrbuch 15 (1938) (Festschrift für Bruno Ehrlich)
- Die Entstehung des Copernicusdenkmals in Warschau: ein Rückblick im 400. Todesjahr des Astronomen, Warschauer Kulturblätter. Der Gouverneur des Distrikts Warschau, Abteilung Propaganda, Warschau 1943
- Der Göttinger Arbeitskreis, in: Forschung und Schrifttum. Übersicht über ostdeutsche Archive, Institute, wissenschaftliche Einrichtungen und Büchereien, hg. v. Sozialminister des Landes NRW, Düsseldorf, Troisdorf 1951, S. 27–31
- Die Entstehung des deutschen Ostens, sein Wesen und seine Bedeutung, in: Der deutsche Osten im Unterricht, hrsg. von Ernst Lehmann, Weilburg/Lahn 1956, S. 19–30
- Die Marienburg. Das Haupthaus des Deutschen Ritterordens und seine Geschichte, Rautenberg, Leer 1972 (3. Aufl. 1986) ISBN 3-7921-0084-3
- Der deutsche Osten in der deutschen Literatur, 1973

## Einzelbelege
1. ↑  Zweiter Professor neben Edward Carstenn an der Elbinger HfL (Memento des Originals vom 30. Dezember 2020 im Internet Archive)  Info: Der Archivlink wurde automatisch eingesetzt und noch nicht geprüft. Bitte prüfe Original- und Archivlink gemäß Anleitung und entferne dann diesen Hinweis.
2. ↑  Die historische Wahrheit verdeutlichen, in: Das Ostpreußenblatt, 28. August 1982, Folge 35, S. 12
3. ↑  Hans-Christoph Schmidt am Busch, Kai F. Wehmeier: Heinrich Scholz und Jan Łukasiewicz. In: Forum (für osteuropäische Ideen- und Zeitgeschichte), Band 11, Nummer 2, 2007, S. 107–125.

| Personendaten    | Personendaten                            |
| ---------------- | ---------------------------------------- |
| NAME             | Wolfrum, Heinrich                        |
| KURZBESCHREIBUNG | deutscher Historiker und Hochschullehrer |
| GEBURTSDATUM     | 27. August 1902                          |
| GEBURTSORT       | Hof                                      |
| STERBEDATUM      | 27. November 1983                        |
| STERBEORT        | Hedemünden                               |